# Dominique Lancksweert
Dominique Lancksweert (1956) is een Belgisch bestuurder en voormalig bankier. Sinds 2020 is hij voorzitter van de raad van bestuur van de holding en investeringsmaatschappij Sofina.

## Levensloop
Dominique Lancksweert studeerde economie in Antwerpen en behaalde een MBA aan de University of Dallas in de Verenigde Staten. In 1980 ging hij als zakenbankier aan de slag bij Schroders in New York. In 1985 maakte hij de overstap naar de First Chicago Bank in Londen. In 1988 begon zijn carrière bij Morgan Stanley, waar hij in 2000 directeur Frankrijk werd, in 2003 hoofd financiële instellingen en in 2006 hoofd zakenbankieren voor de Benelux en Zwitserland. Sinds 2020 is Lancksweert senior adviseur bij de Amerikaanse bank.
Sinds 1997 is hij bestuurder van de holding en investeringsmaatschappij Sofina, nadat hij de familie Boël had geadviseerd over de verkoop van hun staalbelangen. In 2011 werd hij vicevoorzitter van de raad van bestuur en sinds 2020 is hij er voorzitter.
In september 2022 volgde Lancksweert Regnier Haegelsteen als voorzitter van de raad van bestuur van de Fondation Saint-Luc op.
Hij is getrouwd met gravin Anne-Rose de Liedekerke de Pailhe, kleindochter van burgemeester en minister graaf Pierre de Liedekerke de Pailhe en Thierry de Spoelberch. Ze hebben vijf kinderen.